# Râul Valea lui Băl
Râul Valea lui Băl este un curs de apă, afluent al râului Călata.

## Hărți
- Harta județului Cluj